# Conops geminatus
Conops geminatus är en tvåvingeart som beskrevs av Camras 1957. Conops geminatus ingår i släktet Conops och familjen stekelflugor. Inga underarter finns listade i Catalogue of Life.